# نیملس (تنسی)
نیملس (به انگلیسی: Nameless) یک منطقهٔ مسکونی در ایالات متحده آمریکا است که در شهرستان جکسون، تنسی واقع شده‌است.